# Otto Rahn
Otto Wilhelm Rahn (18. februar 1904 i Michelstadt – 13. marts 1939) var en tysk middelalderforsker, ariosof og Obersturmführer i SS i årene inden anden verdenskrig.
Der hersker fortsat usikkerhed om Rahn og hans forskning. Allerede som ganske ung blev han interesseret i legenderne om Parsifal, den hellige gral, Lohengrin og Nibelungenlied. Mens han gik på universitetet i Gießen, blev han påvirket af sin professor, baron von Gall, til at studere katharisme-bevægelsen og den massakre, der fandt sted i Montségur. Rahn er citeret for at have sagt: "Det var det emne, der fuldstændig opslugte mig".

## Arbejde
I 1931 drog Rahn til Pyrenæerne i Sydfrankrig, hvor han foretog det meste af sin forskning. Under indflydelse af den franske mystiker og historiker Antonin Gadal hævdede Rahn, at der var en direkte forbindelse mellem Wolfram von Eschenbachs Parzival og det kathariske gral-mysterium. Han troede på, at katharerne sad inde med svaret på det hellige mysterium, og at nøglerne til deres hemmeligheder fandtes et eller andet sted mellem bjergstykkerne, hvor Montségur-fortet befinder sig – det sidste kathariske fæstning, der faldt under det albigensiske korstog.
Rahn mente, at det var muligt at spore katharerne, som bevogtede den hellige gral, i deres fæstning i Montségur tilbage til druiderne, som konverterede til den gnostiske manikæisme. Druiderne i Storbritannien var forløberne for den keltiske kristne kirke. Han så, at kulturen i den middelalderlige kathariske borg i Languedoc havde mange lighedspunkter med de gamle druiders kultur. Præsterne svarede til de kathariske parfaits. Katharernes hemmelige viden blev efterfølgende bevaret af troubadurerne i det middelalderlige Frankrig.

## SS-karriere og død
Rahn skrev to bøger, der viste forbindelsen mellem Montségur og katharernes hellige gral: Kreuzzug gegen den Gral (Korstog mod gralen) i 1933 og Luzifers Hofgesind (Lucifers hof) i 1937. Efter offentliggørelsen af den første bog blev Heinrich Himmler, leder af SS, opmærksom på Rahns arbejde. Himmler var selv fascineret af det okkulte og havde allerede sat undersøgelser i gang i Sydfrankrig.
Rahn kom ind i Himmlers stab som juniorunderofficer, og han blev fuldt medlem af SS i 1936. Rejser i forbindelse med hans anden bog førte Rahn til Tyskland, Frankrig, Italien og Island. 
Som åbenlyst homoseksuel blev Rahn befalet bevogtningsopgaver ved Dachau-koncentrationslejren som straf for et drukbaseret homoseksuelt optrin. Han meldte sig ud af SS i 1939. Den 13. marts samme år, tæt på årsdagen for Montségurs fald, blev Rahn fundet, frosset til døde, på en bjergskråning nær Söll i Østrig. Hans død blev officielt registreret som selvmord.